# تپه سه‌سر
تپه سه سر مربوط به مس وسنگ - عصر فلز - دوره اشکانیان -  است و در شهرستان اسلام‌آباد غرب، بخش حمیل، دهستان هرسم، ۴۰۰ متری جنوب روستای سراب هرسم واقع شده و این اثر در تاریخ ۶ اسفند ۱۳۸۵ با شمارهٔ ثبت ۱۷۵۶۳ به‌عنوان یکی از آثار ملی ایران به ثبت رسیده‌است.